# リトル・フィート・ファースト
『リトル・フィート・ファースト』（原題：Little Feat）は、アメリカ合衆国のロック・バンド、リトル・フィートが1971年に発表した初のスタジオ・アルバム。

## 背景
オリジナル・メンバーのうちローウェル・ジョージとロイ・エストラーダは、フランク・ザッパ率いるマザーズ・オブ・インヴェンションの元メンバーで、ビル・ペインはマザーズ・オブ・インヴェンションのオーディションを受けていたが加入できなかった。また、リッチー・ヘイワードは、ジョージがマザーズ・オブ・インヴェンション加入前に活動していたバンド「ザ・ファクトリー」時代の盟友である。
「ウィリン」はジョージがリトル・フィート結成前に作っていた曲で、本作ではプロデューサーのラス・タイトルマンの案によりジョージとライ・クーダーのツイン・ギター編成で録音され、バンドの次作『セイリン・シューズ』（1972年）では、テンポを落として再録音された。

## 反響・評価
リリース当時はセールス的に成功を収められず、約1万1千枚しか売れなかったといわれる。Stephen Thomas Erlewineはオールミュージックにおいて満点の5点を付け「彼らの最高傑作の一つというだけでなく、ロックンロール史における隠れた名盤の一つ」「あらゆる意味で、リトル・フィートの後の作品より、ジョージが以前在籍していたザ・ファクトリーとの共通点が多いが、曲作りも演奏も、ザ・ファクトリー時代よりはるかに円熟している」と評している。

## 収録曲
特記なき楽曲はローウェル・ジョージとビル・ペインの共作。
Side 1
1. スネークス・オン・エヴリシング - "Snakes on Everything" (Bill Payne) - 3:07
2. ストロベリー・フラッツ - "Strawberry Flats" - 2:25
3. トラック・ストップ・ガール - "Truck Stop Girl" - 2:32
4. ブライズ・オブ・ジーザス - "Brides of Jesus" - 3:23
5. ウィリン - "Willin'" (Lowell George) - 2:25
6. ハンバーガー・ミッドナイト - "Hamburger Midnight" (L. George, Roy Estrada) - 2:32

Side 2
1. フォーティ・フォー・ブルーズ/ハウ・メニー・モア・イヤーズ - "Forty Four Blues / How Many More Years" (Roosevelt Sykes, Chester Burnett) - 6:32
2. クラック・イン・ユアー・ドア - "Crack in Your Door" (L. George) - 2:19
3. アイヴ・ビーン・ザ・ワン - "I've Been the One" (L. George) - 2:24
4. テイキン・マイ・タイム - "Takin' My Time" (B. Payne) - 3:50
5. クレージー・キャプテン・ガンボート・ウィリー - "Crazy Captain Gunboat Willie" - 1:58

## カヴァー
- ウィリン
  - 上記項目を参照。
- テイキン・マイ・タイム
  - ボニー・レイット - アルバム『愛に乾杯』（1977年）に収録[5]。

## 参加ミュージシャン
- ローウェル・ジョージ - ボーカル、ギター、ハーモニカ
- ビル・ペイン - ボーカル、キーボード
- ロイ・エストラーダ - ベース、バックグラウンド・ボーカル
- リッチー・ヘイワード - ドラムス、バックグラウンド・ボーカル

アディショナル・ミュージシャン
- ライ・クーダー - スライドギター(on #5)、ギター(on #7)
- スニーキー・ピート - ペダル・スティール・ギター(on #9)
- ラス・タイトルマン - ピアノ(on #9)、パーカッション、バックグラウンド・ボーカル
- カービー・ジョンソン - ストリングス・アレンジ、ホーン・アレンジ